# Albrecht Bufe
Albrecht Bufe (* 9. Mai 1954 in Berlin) ist ein deutscher Kinder- und Jugendarzt, Allergologe, Immunologe und Hochschullehrer. Er leitete von 1999 bis 2020 die Abteilung für Experimentelle Pneumologie und war von 2014 bis 2017 Dekan der Medizinischen Fakultät an der Ruhr-Universität Bochum.

## Leben und Werk
Nach dem Medizinstudium an der Universität Hamburg machte Albrecht Bufe zunächst seine Weiterbildung zum Kinder- und Jugendarzt am Allgemeinen Krankenhaus Heidberg in Hamburg. Von 1991 bis 1993 studierte er Molekularbiologie im Aufbaustudium an der Hamburger Universität. Von 1991 bis 1999 war er als wissenschaftlicher Mitarbeiter am Forschungszentrum Borstel tätig. Dort habilitierte er 1999 im Fach Pädiatrie an der Universität Lübeck. Er übernahm anschließend als Universitätsprofessor an der Ruhr-Universität Bochum die Leitung einer von Gerhard Schultze-Werninghaus mitbegründeten klinischen Forschergruppe des Bundesministeriums für Bildung und Forschung an den Berufsgenossenschaftlichen Krankenanstalten Bergmannsheil. Aus der Forschergruppe ging die Abteilung für Experimentelle Pneumologie an der Ruhr-Universität Bochum hervor. Mittlerweile wurde diese Abteilung aufgelöst.
Der Schwerpunkt seiner wissenschaftlichen Arbeiten lag auf dem Gebiet der Allergologie, insbesondere der Strukturanalyse von Allergenen, ihrer Rolle bei der Auslösung von Allergien mit Bezug auf allergisch bedingte Lungenerkrankungen, bei den immunologischen Prozessen der allergischen Entzündung und der Hyposensibilisierung mit Allergenen. Er konnte darüber hinaus nachweisen, dass bestimmte Substanzen aus Kuhstallstaub (Bauernhypothese der Allergieprävention) das Risiko für die Entwicklung von Allergien reduzieren, was die Theorie stützt, dass allergische Erkrankungen durch ein Übermaß an Hygiene gefördert werden.

## Ehrungen und Funktionen
Zwischen 2009 und 2015 bekleidete Bufe das Amt des Vorsitzenden der Gesellschaft für Pädiatrische Allergologie und Umweltmedizin (GPAU) einer pädiatrischen Fachgesellschaft der Deutschen Gesellschaft für Kinder- und Jugendmedizin. Von 2014 bis 2017 war Bufe Dekan der Medizinischen Fakultät der Ruhr-Universität Bochum. In die Zeit seines Dekanats fällt die Erweiterung des Bochumer Universitätsklinikums durch neue Häuser in Westfalen-Lippe.
Mit dem 1. Februar 2020 wurde Bufe emeritiert. Seit Ende der 1990er Jahre ist er Vorsitzender von NETSTAP, einem Verein von hauptsächlich niedergelassenen Pädiatern, die als Prüfzentren in klinischen Studien beteiligt sind. Der Verein hat die NETSTAP Forschungs-GmbH mit Sitz in Bochum gegründet, deren Geschäftsführer Bufe seit Februar 2020 ist.
2023 erhielt Bufe die Lucie Adelsberger-Medaille von der Gesellschaft für Pädiatrische Allergologie und Umweltmedizin (GPAU) für seine Leistungen im Gebiet der Pädiatrischen Allergologie in wissenschaftlicher, ärztlicher und gesellschaftlicher Hinsicht.

## Veröffentlichungen
Von Bufe sind zahlreiche Bücher und Fachbeiträge erschienen. In der Datenbank PubMed sind über 100 Fachpublikationen aufgelistet, an denen er als Autor beteiligt ist.

## Sonstiges
Albrecht Bufe ist als Abbi Bufe Gitarrist, Texter und Sänger der KonTEXT Band The Comiedmen, die ursprünglich im Jahre 1995 in Norddeutschland gegründet wurde.

## Ausgewählte Publikationen
- The biological function of allergens: relevant for the induction of allergic diseases? In: Int Arch Allergy Immunol. Band 117, Nr. 4, Dez 1998, S. 215–219. doi:10.1159/000024013. PMID 9876222.
- mit G. Roberts: Specific immunotherapy in children. In: Clin Exp Allergy. Band 41, Nr. 9, Sep 2011, S. 1256–1262. doi:10.1111/j.1365-2222.2011.03740.x. PMID 21518041.
- mit M. Peters und K. Peters: Regulation of lung immunity by dendritic cells: Implications for asthma, chronic obstructive pulmonary disease and infectious disease. In: Innate Immun. Band 25, Nr. 6, Aug 2019, S. 326–336. doi:10.1177/1753425918821732. PMID 31291810; PMC 7103613 (freier Volltext).
- mit Christian Vogelberg: Pädiatrische Allergologie. De Gruyter, Berlin 2021, ISBN 978-3-11-064388-6.